# Michael Pettersson
Jan Michael Pettersson, född 2 juni 1976 i Göteborg, är en svensk tidigare handbollsspelare (högernia). Han debuterade för Sveriges landslag 1997 och deltog vid VM 2001, då Sverige tog silvermedalj. Hans moderklubb är IK Sävehof. Han spelade en säsong, 2002/2003, i tyska bundesligalaget TV Großwallstadt innan han återvände till IK Sävehof igen. Totalt spelade Pettersson 16 landskamper och gjorde 26 mål.